# Grand Temple (Anduze)

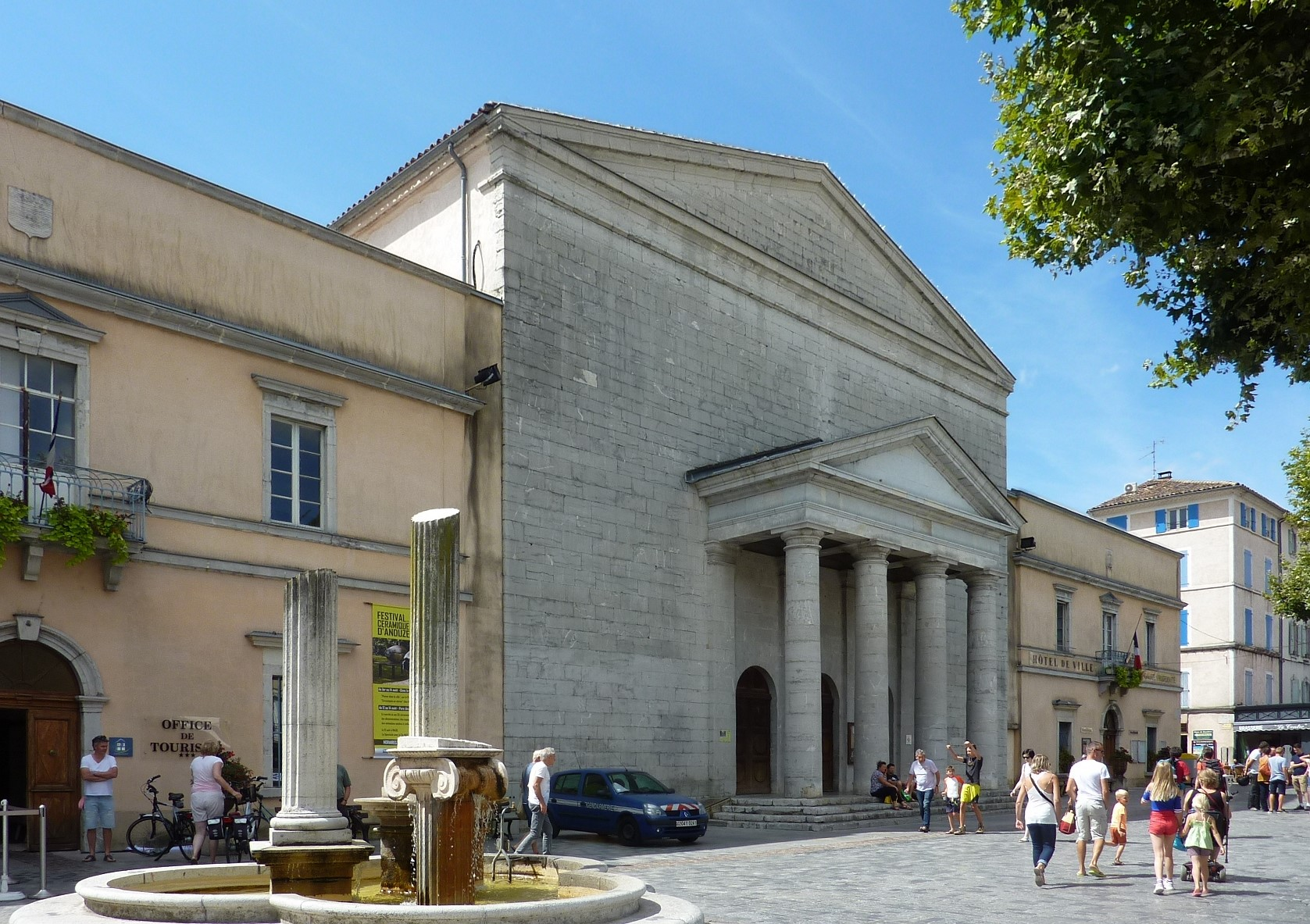
Temple protestant, Westfassade

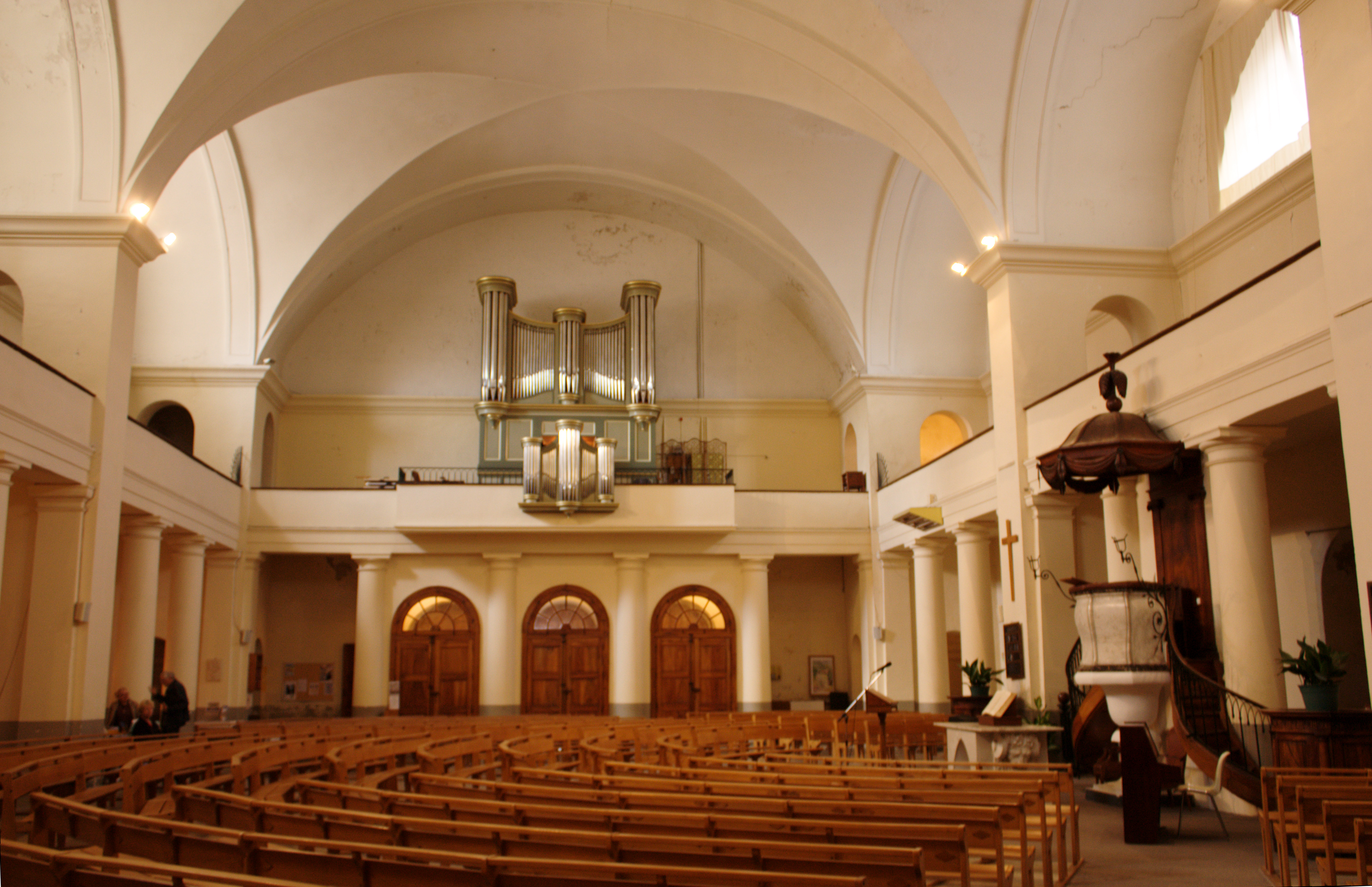
Inneres, Blick zur Orgel

Der Grand Temple ist ein  reformiertes Kirchengebäude in Anduze im  Département Gard (Region Okzitanien) in Frankreich. Die Kirche ist seit 1977 als Monument historique klassifiziert. Die Kirchengemeinde gehört zur Union nationale des Églises protestantes réformées évangéliques de France.

## Geschichte
Ab 1540 begann die reformatorische Lehre Einzug in das Gebiet der Cevennen zu halten. 1545 konvertierten die Barone von Anduze zum Protestantismus und fast die gesamte Bevölkerung wurde evangelisch. 1602 erfolgte der Bau einer ersten eigenen evangelischen Kirche. 1686 wurde dieser Bau auf Anordnung des französischen Königs zerstört. Anfang des 19. Jahrhunderts wurde an der Stelle einer 1740 errichteten Kaserne eine neue Kirche errichtet, die jedoch 1812 einstürzte. Der Neubau, der sich an derselben Stelle wie der vorherige befindet, wurde von 1818 bis 1823 errichtet, der Glockengiebel über der Südwand des Gebäudes stammt aus dem Jahr 1883. Die Fassade ist von Pilastern unterbrochen, und ihr geht ein Vorbau voraus, der aus einer Kolonnade besteht, die von einem dreieckigen Giebel überragt wird. Der Grundriss des Kirchenschiffes ist rechteckig. Das Schiff wird von drei Gewölben bedeckt, deren Ränder auf sechs großen quadratischen Pfeilern ruhen. Die Seitenschiffe werden von Galerien überragt, die sich weit zum Kirchenschiff hin öffnen.

## Orgel
Eine erste Orgel wurde 1847 von Théodore Puget gebaut. Sie wurde 1992 vom Orgelbauer Bernard Raupp umgebaut und von sieben auf 18 Register erweitert. 2009 wurde diese Orgel durch den Orgelbauer P. Saby restauriert. Die Disposition lautet wie folgt:
| I Grand Orgue C–g3 |    |
| Montre             | 8′ |
| Bourdon à cheminée | 8′ |
| Gemshorn           | 8′ |
| Prestant           | 4′ |
| Flute à cheminée   | 4′ |
| Doublette          | 2′ |
| Rauschquinte II    |    |
| Mixture IV         |    |
| Cornet III–V       |    |
| Trompette          | 8′ |

| II Positif C–g3 |    |
| Bourdon         | 8′ |
| Montre          | 4′ |
| Doublette       | 2′ |
| Sesquialtera II |    |
| Cymbale II      |    |
| Régale          | 8′ |
| Tremblant       |    |

| Pedal C–f1 |     |
| Soubasse   | 16′ |
| Principal  | 8′  |
| Douçaine   | 16′ |

- Koppeln: II/I, I/P, II/P